# Polska Woda
Polska Woda (w górnym biegu Młyńska Woda) – rzeka w Polsce, w województwie dolnośląskim i wielkopolskim, lewy dopływ Baryczy. Długość około 60 km, źródła na Wzgórzach Sycowskich koło Sycowa, w pobliżu źródeł Widawy, przy ujściu łączy się z płynącą równolegle do niej Młyńską Wodą.